# Museum Ragnarock - Museet for pop, rock og ungdomskultur
Ragnarock - Museet for pop, rock og ungdomskultur (tidligere Danmarks Rockmuseum) er Danmarks nationale kulturhistoriske samtidsmuseum med fokus på musik og ungdomskultur.  Museet åbnede den 29. april 2016 og ligger på adressen Rabalderstræde 16 i bydelen Musicon i Roskilde.
Museet fortæller den danske rock, pop og ungdomskulturs udvikling fra 1950´erne og frem – fortalt gennem lyd, billeder, genstande og symboler. Året rundt afholder museet en lang række events og arrangementer samt nye særudstillinger.
Ragnarock er en del af Museumskoncernen ROMU
- Facade. Ragnarock - Museet for pop, rock og ungdomskultur
- Velkomst og butiksområde. Ragnarock - Museet for pop, rock og ungdomskultur

## Faste udstillinger
Ragnarock 1200 kvadratmeter store hovedudstilling består af 11 temaer, der præsenterer fortællingen om, hvordan musikken og ungdommen gennem tiden har flyttet grænser og påvirket samfundet.
Temaerne er f.eks: Når musikken så lyset!, Dans, Kan musikken ændre verden?, Musikalske strømninger.

## Arkitektur
Museumsbygningen er på 3500 kvadratmeter fordelt på 3 etager og huser udstillingsområde, koncertscener, café, butik og meget mere. Udstillingsboksens guldnittede facade er et af bygningens hovedkendetegn.
Adgangsstien "Den røde løber" er de besøgendes første møde med museet og leder fra gaden Rabalderstræde op til museets bygning.
Arkitekterne bag museets bygning er de hollandske MVRDV og danske Cobe. Arkitekturen er både udadtil og indadtil med til at understrege den historie og stemning, som museet ønsker at formidle. Ideen bag museets arkitektur er, gennem brug af ubehandlede og robuste materialer pakket i glamourøse gyldne farver og skiftende lyssætning. at fremhæve rockens rå og larmende side, poppens glimmer og farver og ungdomskulturens upolerede og direkte fremfærd. Dette er arkitektonisk udført ved at kombinere elementer fra områdets tidligere betonfabrikshaller med nye elementer i skarpe kontraster bl.a. ved bygningens guldnittet facade.
Museumspatioen er museets indre gårdhave og skaber en grøn oase med mulighed for at stikke hovedet ud i det fri.
- Museets hovedindgang i aftenbelysning
- Museets bygning i nattebelysning
- Arkitekturdetalje fra museets udeareal
- Lyssætning på "den Røde Løber" der fører frem til museet hovedindgang.
- Detaljer fra vægbeklædningen i museet velkomstområde.

## Find Vej
Museet ligger området Musicon, en ny kreativ bydel i Roskilde, der ligger på et areal, der tidligere rummede en betonvarefabrik. Området ligger mellem Roskilde Dyrskueplads og Roskilde Station og fylder ca. 250.000 m2.